# Дощі випадають
«Дощі випадають» (англ. There Will Come Soft Rains, Піде легкий дощ) — коротке оповідання Рея Бредбері у постапокаліптичному жанрі з циклу «Марсіанські хроніки», вперше видане журналом «Collier's» 6 травня 1950 року. Вважається одним з найвідоміших науково-фантастичних оповідань.
Дія оповідання відбувається в Олендейлі у Каліфорнії і триває з 4 серпня по 5 серпня 1985 року (у пізньому виданні дата була замінена на 2026 рік) в автоматизованому будинку, який виконує свої обов'язки попри те, що його жителі давно загинули.
Назва оповідання походить від вірша Сари Тісдейл з тією ж назвою, цитованого в творі.

## Сюжет
Сталася катастрофа — все місто було зметено ядерним смерчем, що не залишив в живих нікого з людей. Але в одному-єдиному дивом вцілілому розумному будинку триває розмірений і сталий розпорядок дня — автоматичні системи будинку готують сніданок, прибирають будинок, заправляють ліжка, миють посуд, наспівуючи, нашіптуючи, скандуючи, звертаючись до людей, не підозрюючи, що від їх господарів не залишилося нічого — єдине нагадування про них — білі тіні на одній зі стін будинку, почорнілій від потужного спалаху. Господарів більше немає, але будинок завзято охороняє їхній спокій, відлякуючи випадково вцілілих птахів закриванням віконниць. О дванадцятій годині дня до будинку прийшов пес, він істерично гавкав, шукав господарів, і зрозумівши, що будинок порожній, помер в нападі сказу. А ввечері автомат, не отримавши відповіді господині на свою пропозицію прослухати вірші, декламує для неї її улюблений: «Буде ласкавий дощ» Сари Тісдейл.
Випадкова пожежа на кухні поширюється на весь будинок, пожираючи все, що залишилося від колишнього життя — мікрофільми, книги, меблі, кімнати. Автомати відчайдушно і безглуздо рятують будинок, але він приречений й за ніч згорає дотла. Наступного ранку в радіоактивному світанку у вцілілій стіні залишається один-єдиний голос, що без кінця повторює: «Сьогодні 5 серпня 2026 року, сьогодні 5 серпня 2026 року…».

## Адаптації та паралелі
- У 1956 році була випущена радіопостановка оповідання для серії «X Minus One» («Ікс мінус один»).
- За мотивами оповідання студією "Узбекфільм" (СРСР) в 1984 рік у був знятий однойменний мультфільм. Режисер: Назім Туляходжаєв. Художник-постановник: Сергій Алібеков, оператор: В. Нікітін.
- У постапокаліптичній відеогрі Fallout 3 у одній з локацій можна знайти покинутий будинок з роботом, який все ще вірно служить своїм давно загиблим господарям. За допомогою комп'ютерного терміналу, що знаходиться в підсобному приміщенні, роботу можна давати різні вказівки. Якщо його попросити почитати вірші дітям, робот прочитає «Буде ласкавий дощ». Також з терміналу й вивіски на стіні будинку можна дізнатися, що будинок, як і в оповіданні Бредбері, належав родині Маклелланів. За будинком валяється труп собаки з того ж оповідання, що є неточністю, оскільки в першоджерелі труп пса було утилізовано до пожежі.
- В оповіданні описана дитяча кімната зі стінами-екранами. Схожа кімната є центральним образом оповідання «Вельд».